# تنت‌آمون (دودمان بیستم مصر)
| T · n · t | i | mn · n | B1 |

| T · n · t | i | mn · n | B1 |

تنت‌آمون (انگلیسی: Tentamun؛ معنای تحت‌اللفظی: زن آمون) یک ملکه مصر باستان بود و به احتمال زیاد همسر رامسس یازدهم آخرین فرعون دودمان بیستم مصر بود. نام او در پاپیروس تشییع جنازه دخترش دوات‌حتحور-حنوت‌تاوی، که همسر پینجم یکم و احتمالاً دختر رامسس یازدهم بود، ذکر شده است. نام تنت‌آمون در یک کارتوش نوشته شده است.

## خانواده
در پاپیروس تشییع جنازه دخترش، از مردی به نام «نبسنی» به عنوان پدر او یاد شده است. او احتمالاً در مقبره تبس تی‌تی۳۲۰ دفن شده است.
فرزندان او عبارتند از:
- دوات‌حتحور-حنوت‌تاوی که همسر پینجم اول بود.[۳]
- یکی دیگر از دختران احتمالی، تنت‌آمون همسر فرعون اسمندس است.[۲]